# ザ・フェイス (映画)
『ザ・フェイス』（原題：The Wasp Woman、別題：Forbidden Beauty）は、1995年にジム・ウィノースキーが監督し、ジェニファー・ルービン、ダグ・ワートが出演したケーブルテレビ向け身体変貌ホラー映画。
1959年にロジャー・コーマンが製作・監督した映画『蜂女の実験室』（原題は同名）のリメイク作品。
1995年にShowtime Networkで放映された。
コンコルド・ピクチャーズが製作・配給した本作は、ロジャー・コーマンの作品であり、Roger Corman Presentsシリーズの一作をなしている。

## あらすじ
自分の化粧品会社を立ち上げたモデルのジャニス・スターリンは、自社製品のモデルも務めていた。しかし、40歳を過ぎ、投資家たちから「もっと若いモデルを雇ったほうがいい」と言われてしまう。自らの美貌が老いていく現実を突きつけられ絶望する彼女は、スズメバチのホルモンを使った新しい若返り美容液を研究している科学者の存在を知り、彼に相談する。そして、若返るためなら、どんな治療でも受けたいと考え、最初の被験者となることを承諾する。最初のうちは奇跡的な効果が現れ、まるで20代の頃のような美貌を取り戻すが、時間が経つにつれ、この薬の恐ろしい副作用が明らかになっていく。

## キャスト
- ジャニス・スターリン - ジェニファー・ルービン
- アレク - Doug Wert
- Dr. Eric Zinthorp - ダニエル・J・トラヴァンティ（英語版）
- Mary Dennison - Melissa Brasselle
- Caitlin - マリア・フォード
- ジョン - Jay Richardson
- アーサー・クーパー - ゲリット・グレアム
- ニック - Richard Gabai
- スズメバチ収集家 - Johnny Williams
- Wise Guy - Lenny Juliano

## 製作
ジム・ウィノースキーは、1959年のオリジナル版を以下のように賞賛していた。「ロジャーは使い古したセットで撮影したんだよ。彼は、ただそこにあるものを使って、その周囲を映画の世界にすることに関して、真の天才だよ。彼は素晴らしい仕事をした」と。ジムによると、オリジナル版をリメイクするアイデアを出したのは自分であるとのことだった。「原作は非常に面白いプロットを持っていたが、映画本編では特殊効果でプロットをフォローすることをしなかったのです。だから、もっと大きなクレイジーな特殊効果でやりたかったんだ」。ロジャー・コーマンの下で映画製作のキャリアをスタートさせたジム・ウィノースキーは、この映画を作りたかったと言い、「その情熱は、ノスタルジーや私の原点となった人への尊敬の念から来ている。『Wasp Woman』のような奇抜でクレイジーな作品は、そうそういつでも作れるわけではない。今、『巨大カニ怪獣の襲撃』をリメイクできたら、私の人生は完全なものになるだろう」と語っている。
本作は20日間の撮影スケジュールで行われた。ジムが明かしたところによると、「6日間ではできないことや特殊効果がたくさんあるんだ。全長12フィートの巨大なスズメバチに羽を生やして飛ばすんだ。実は胸があるスズメバチなんだ。見ていてかなり驚かされるよ」とのことだった。
Kitley's Kryptによるルービンへのインタビューの中で、彼女は本作についてこう語っている。「『Wasp Woman』を撮ったのは、もちろんコーマン・スタジオを経験したかったからです。親友のマルタ・モブレイが当時コーマン・スタジオを経営していて、彼女に誘われたんです。そして、コーマンの現場を経験したかったのです」。映画の中で、スズメバチの着ぐるみを装着していたのはルービン本人だったのかと尋ねると、彼女はこう答えた。「いいえ、でもススメバチはすごかったわ」と。
同じインタビューの中で、ルービンはジム・ウィノースキー監督について、彼との仕事がどのようなものであったかを語っている。「本当に嫌だった。彼は私を嫌っていた。信じられないほど意地悪で無礼な男だった。Fangoria誌がよりによってあの撮影現場に来て、匿名の誰かにインタビューして、その雑誌に私の悪口を言っていたんだ。撮影現場はとてもうるさくて、1ページ半の台詞を考えるにも自分の声が聞こえないことがあった。今までの人生で最悪のセットだった。音響担当のジェフ・エンデンは、私にとても親切で、素晴らしい友人でした。でも、ウィノースキーは、豚野郎だ。コーマン・スタジオを経験したかったと言うのは、もっと慎重に検討すべきでしたね。彼ほど嫌な思いをした人はいないよ」。

## 公開

### 発売
本作は当初、1996年にニュー・ホライズンズ・ホーム・ビデオ社からVHSとLDで発売された。そして、その表紙カバーにはスズメバチクリーチャーが描かれていた。1998年にはニューコンコルド社から、ルービンのクローズアップショットを含む新しい表紙カバーが採用されたVHSが発売され、2004年にはDVDで発売された。

## 評価
TV Guideは、本作を「退屈なプロットとひどい特殊効果で、ロジャー・コーマン製作の1950年代のショッカー映画のケーブルテレビ用リメイク作品の中でも最悪の作品のひとつになっている」と批評し、4つ星のうち1つ星評価を与えている。
ReelTalk.comのリチャード・ジャック・スミスは、本作の演出、脚本、「レームダックな特殊効果」を批判した。
一方で、Obscurehorror.comでは好意的なレビューを載せ、次のように批評している。「前任のロジャー・コーマン監督（オリジナル版の監督を務めた）の監修を受けたリメイク版である本作は、オリジナル版と比べて少しはマシな出来になっている。オリジナル版では弱かったエフェクトが格段に良くなっており、正直なところ、時間と技術だけがそれを可能にした」と。